# Mike Awesome
Mike Awesome, geboren als Michael Lee Alfonso (Tampa (Florida), 24 januari 1965 - Tampa (Florida), 17 februari 2007) was een Amerikaans professioneel worstelaar.
Alfonso was actief in de Extreme Championship Wrestling (ECW), World Championship Wrestling (WCW) en World Wrestling Federation (WWF).

## Professioneel worstelcarrière

### FMW and ECW (1990–2000)
Alfonso ging in september 1990 voor Frontier Martial-Arts Wrestling (FMW), een worstelpromotie in Japan, worstelen en gebruikte zijn ringnaam The Gladiator. In 1993 richtte hij samen met Ricky Fuji, Big Titan en Dr. Lutherwerd een stable op: Team Canada. In 1994 werd de stable opgedoekt.
In 1993 ging Alfonso voor een kleine periode aan de slag in de Extreme Championship Wrestling (ECW), onder de naam Mike Awesome. Na zijn korte periode in ECW ging hij terug naar de FMW. Alfonso bleef daar worstelen tot 1997.
In 1998 keerde Awesome weer terug naar ECW. Zijn laatste optreden in de ECW was een wedstrijd tegen Masato Tanaka op Heat Wave, een pay-per-view (PPV) evenement.
Later keerde hij weer terug naar Japan en ging worstelen in de All Japan Pro Wrestling. Tijdens de wedstrijd tegen Super Leather liep Awesome een zware knieblessure op en was voor een jaar inactief.
In 1999 keerde Awesome voor de tweede keer terug naar ECW. In september 1999 won Awesome verrassend het ECW World Heavyweight Championship van de kampioen Taz en Masato Tanaka in een three-way dance match op Anarchy Rulz. Eind 2000 won Awesome samen met Raven het ECW World Tag Team Championship van het duo Tanaka en Tommy Dreamer.

### World Championship Wrestling (2000–2001)
In april 2000, Awesome zorgde voor een verrassingsbezoek op WCW Monday Nitro en viel Kevin Nash aan. Awesome's vriend Lance Storm zei dat hij een ECW-contract had getekend.
In midden 2000 veranderde Awesome zijn karakter in "The Fat Chick Thrilla" Mike Awesome. Hij ruziede met Scott Steiner en Lance Storm voor het WCW United States Championship.
Op 6 september 2000 veranderde Awesome zijn karakter in "That '70s Guy" Mike Awesome (verwezen naar de Amerikaanse televisieserie "That '70s Show") en op 3 januari 2001 veranderde hij zijn karakter in een "Canadian Career Killer". Tijdens de laatste Nitro aflevering op 26 maart, Awesome en Storm verloren het WCW World Tag Team Championship match van Chuck Palumbo en Sean O'Haire.

### World Wrestling Federation / Entertainment (2001–2002)
In 2001 werd de WCW door WWF overgenomen, Awesome werd betrokken in een verhaallijn in de WWF en werd lid van de The Invasion. Op 25 juni 2001 maakte Awesome zijn WWF televisiedebuut op Raw is War en zag dat Test zijn Hardcore Championship moest verdedigen tegen Rhyno. Hij mengde zich in de wedstrijd en won alsnog de titel.
Aweome's eerste PPV evenement was op WWF Invasion waar hij samen met Lance Storm de tag team match verloor van Edge en Christian.
Op 27 juli 2002, Awesome keerde, na een maandenlange blessureleed, terug op SmackDown!. Op Velocity verloor hij van Tajiri.
Op 27 september 2002 werd Awesome's WWE contract niet verlengd en werd vrijgegeven.

### Onafhankelijke circuit (2002-2006)
Tussen 2002 en 2006 ging Awesome worstelen voor verschillende worstelpromoties waaronder in de Total Nonstop Action Wrestling (TNA)
In februari 2006 kondigde Awesome, na een 17-jarige worstelcarrière, zijn pensioen aan. Hij wilde meer tijd spenderen met zijn familie.

## Dood
Op 17 februari 2007 werd Awesome dood aangetroffen in zijn kamer door een groep vrienden van hem. Awesome pleegde zelfmoord door zichzelf op te hangen.

## In worstelen
- Finishers
  - Awesome Bomb (One shoulder sitout powerbomb)
  - Awesome Splash (Diving splash or a frog splash)

- Signature moves
  - Chair shot
  - Clothesline, soms van de hoogste touwen
  - Double leg slam
  - Fireman's carry cutter
  - German suplex
  - Lariat
  - Overhead belly to belly suplex
  - Powerbomb
  - Over the top rope suicide dive
  - Slingshot into a crossbody, a shoulder block or a splash

- Managers
  - Judge Jeff Jones
  - Ronald Gossett
  - Nate the Rat
  - James Mitchell
  - Kimberly Page
  - Major Gunns

- Bijnamen
  - "The Gladiator"
  - "That '70s Guy"
  - "The Fat Chick Thriller"
  - "The Canadian Killer"
  - "The Career Killer"

## Kampioenschappen en prestaties
- Extreme Championship Wrestling
  - ECW World Heavyweight Championship (2 keer)
  - ECW World Tag Team Championship (1 keer met Raven)

- Frontier Martial-Arts Wrestling
  - FMW Independent World Heavyweight Championship (1 keer)
  - FMW World Brass Knuckles Championship (2 keer)
  - FMW World Brass Knuckles Tag Team Championship (2 keer; 1x met Big Titan en 1x met Mr. Pogo)
  - FMW World Street Fight 6-Man Tag Team Championship (1 keer met Horace Boulder en Hisakatsu Oya)

- Jersey All Pro Wrestling
  - JAPW Heavyweight Championship (1 keer)

- Major League Wrestling
  - MLW World Heavyweight Championship (1 keer)

- World Wrestling Federation
  - WWF Hardcore Championship (1 keer)